# Liste der Monuments historiques in Reipertswiller
Die Liste der Monuments historiques in Reipertswiller führt die Monuments historiques in der französischen Gemeinde Reipertswiller auf.

## Liste der Bauwerke
| Bezeichnung                         | Beschreibung                                                                        | Standort               | Kennzeichnung | Schutzstatus | Datum | Bild           |
| ----------------------------------- | ----------------------------------------------------------------------------------- | ---------------------- | ------------- | ------------ | ----- | -------------- |
| Simultankirche St-Jacques-le-Majeur | Turm vom Anfang des 13. Jahrhunderts, Schiff aus dem 14. Jahrhundert, Chor von 1478 | Rue de l’Église (Lage) | PA00084900    | Classé       | 1983  | weitere Bilder |